# Cantonul Bédarieux
Cantonul Bédarieux este un canton din arondismentul Béziers, departamentul Hérault, regiunea Languedoc-Roussillon, Franța.

## Comune
- Bédarieux (reședință)
- Camplong
- Carlencas-et-Levas
- Faugères
- Graissessac
- Pézènes-les-Mines
- Le Pradal
- Saint-Étienne-Estréchoux
- La Tour-sur-Orb